# Oscar Veglia
Oscar Veglia (Savona, 16 luglio 1898 – ...) è stato un calciatore italiano, di ruolo centrocampista.

## Carriera
Con il Savona disputa 22 gare nel campionato di Prima Divisione 1922-1923.
Milita poi nella Ventimigliese, fino al 1932.